# آگوستینیسم

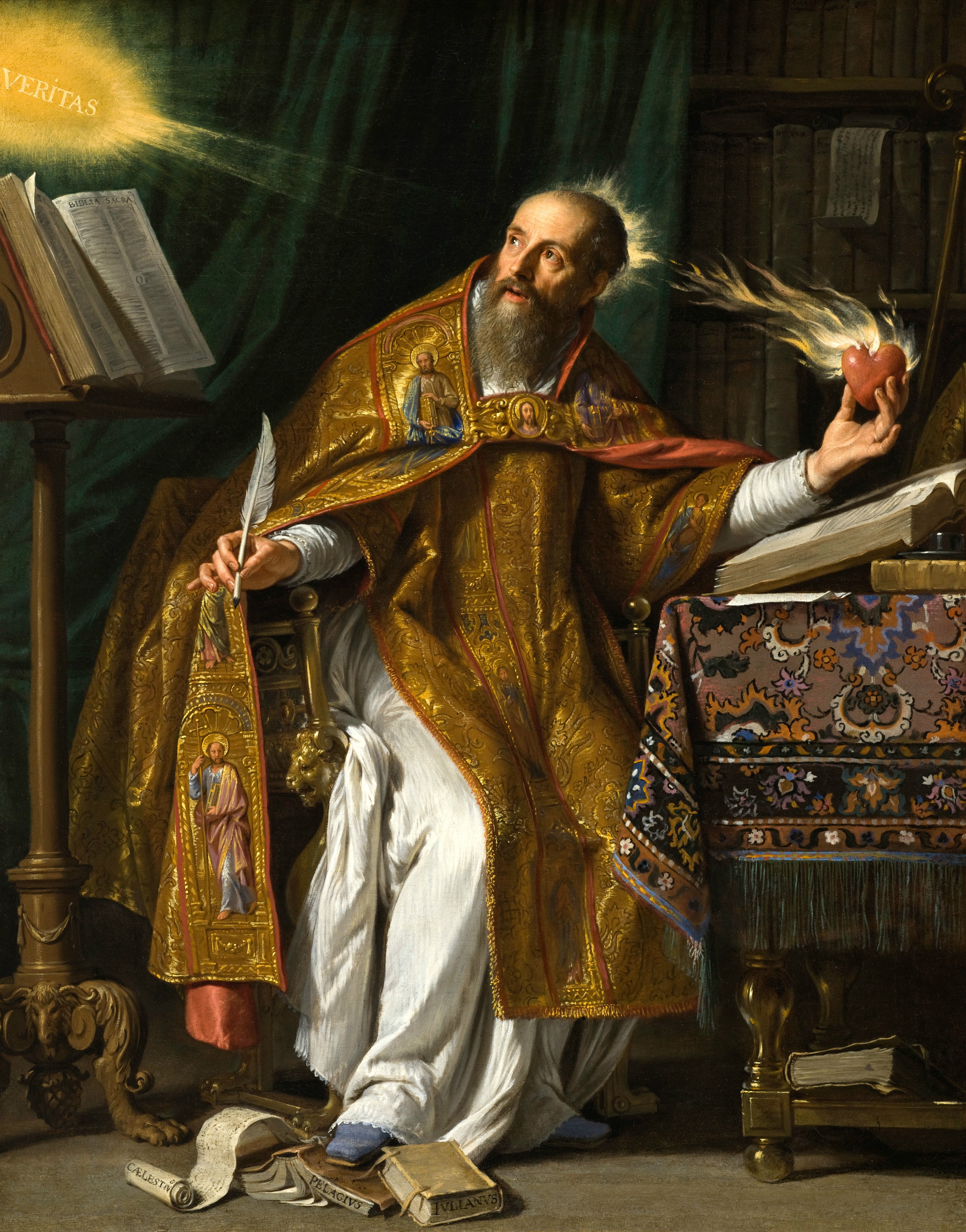
پرتره آگوستین توسط فیلیپ دو شامپاین، قرن هفدهم

آگوستینیسم، سیستم فلسفی و کلامی آگوستین هیپو و متفکران دیگر پیرو او به‌ویژه بوتیوس، آنسلم از کانتربری و بوناونتور است. مهمترین آثار آگوستین عبارتند از: شهر خدا، De doctrina Christiana، و اعترافات.
در اصل آگوستینیسم در مخالفت با Pelagianism توسعه یافت. این سیستم در فلسفه قرون وسطی پیش از ورود     تومیسم و ارسطو گسترده شده بود.
افرادی همچون افلاطون و فلوطین از بسیاری جهات در آگوستین تأثیر گذاشتند، طوری‌که او را یک فیلسوف نئوپلاطونی قلمداد می‌کنند آموزه‌های تئودزی آگوستینین و سایر آگوستینی‌های مانند روشنایی الهی و کلیسای نامرئی تأثیر افلاطونی قدرتمندی از خود نشان دادند. 

## اخلاق
اینها مهمترین ارزش‌ها برای آگوستین هستند.
1. عشق
2. فضای داخلی
3. فروتنی
4. فداکاری برای مطالعه و پیگیری خرد
5. آزادی
6. انجمن
7. خیر مشترک
8. خدمت فروتنانه و سخاوتمندانه
9. دوستی
10. دعا